# Team Oplon
Team Oplon est une organisation professionnelle de sport électronique française basée à Nantes créée en 2018 par Baptiste Vasse. Elle possède des équipes sur différents jeux, son équipe de League of Legends évolue en Ligue française de League of Legends.

## League of Legends
Deuxième de la Division 2 en 2020 après avoir remporté un barrage contre la Karmine Corp, la Team Oplon doit être promue en Ligue française de League of Legends (LFL) pour la saison 2021 mais le club refuse l’invitation et opte de rester en deuxième division une année supplémentaire. Champion de la Division 2 l’année suivante, Oplon accède à la première division française pour la saison 2022. 
L'avant-saison est compliquée pour la Team Oplon qui voit le visa de ses deux joueurs sud-coréens attendus en voie du bas être refusés en raison de la pandémie de Covid-19. Lors du segment de printemps, Team Oplon enchaîne une série de quinze défaites consécutives et termine à la dixième et dernière position du classement,. Après le recrutement de Fares « Xicor » Saidana en cours du segment de printemps, le club nantais modifie la moitié de son équipe avant le segment estival, recrutant Shern « Shernfire » Cherng Tai, joueur australien expérimenté.
| Nat. | Pseudo    | Nom                         | Rôle     | Date d'entrée    |
| ---- | --------- | --------------------------- | -------- | ---------------- |
|      | Darlik    | Aymeric Garçon              | Top      | 15 janvier 2021  |
|      | Shernfire | Shern Cherng Tai            | Jungle   | 12 mai 2022      |
|      | Peng      | Pengcheng Shen              | Mid      | 17 décembre 2021 |
|      | Xicor     | Fares Saidana               | AD Carry | 16 février 2022  |
|      | Twiizt    | Elton Richie Garcia Spetsig | Support  | 12 mai 2022      |

|  | Nerroh  | Stefan Pereira     | Entraîneur principal | 12 mai 2022      |
|  | Aries   | Grégoire Biganzoli | Entraîneur           | 4 janvier 2022   |
|  | Hisosow | Abdallah Tabi      | Manager              | 1er janvier 2020 |

## Super Smash Bros. Ultimate
Depuis la sortie de Super Smash Bros. Ultimate en 2018, Team Oplon investit continuellement sur la licence. En avril 2022, Thomas « Oryon » Scalese finit le Genesis à la 13e place du tournoi.
Le 10 novembre 2022, ce dernier quitte Oplon et signe chez GO.
| Nat. | Pseudo  | Nom            | Rôle   | Date d'entrée    |
| ---- | ------- | -------------- | ------ | ---------------- |
|      | Mezcaul | Paul Ganachaud | Joueur | 17 mars 2023     |
|      | NaetorU | Dylan Renon    | Joueur | 1er juillet 2022 |
|      | Jeda    | Dylan H.       | Joueur | 21 décembre 2018 |

|  | Hisosow | Abdallah Tabi | Manager | 1er janvier 2020 |